# Hakea newbeyana
Hakea newbeyana är en tvåhjärtbladig växtart som beskrevs av R.M. Barker. Hakea newbeyana ingår i släktet Hakea och familjen Proteaceae. Inga underarter finns listade i Catalogue of Life.